# Zwarte brandplekbekerzwam
De zwarte brandplekbekerzwam (Plicaria carbonaria) is een schimmel behorend tot de familie Pezizaceae. Hij leeft saprotroof op brandplekken. 

## Kenmerken
De apothecia zijn geheel zwart, schotelvormig en hebben een diameter tot 2 cm. Hij verschijnt reeds 10 weken na een brand en kan het bijna vier jaar volhouden. De ascosporen zijn bolrond en hebben een kegelvormige, tot 2 µm hoge stekels.